# Lista de secretários da Justiça do Estado de São Paulo
Esta é uma lista dos secretários da Justiça do Estado de São Paulo.
| Secretário                          | Início | Fim  |
| Manoel Pessoa de Siqueira Campos    | 1892   | 1894 |
| João Álvares Rubião Júnior          | 1894   | 1894 |
| Theodoro Dias de Carvalho Júnior    | 1895   | 1895 |
| João Batista de Mello Peixoto       | 1895   | 1896 |
| Carlos de Campos                    | 1896   | 1897 |
| José Cardoso de Almeida             | 1897   | 1897 |
| José Getulio Monteiro               | 1897   | 1897 |
| Antonio Dino da Costa Bueno         | 1897   | 1897 |
| José Pereira de Queiroz             | 1898   | 1900 |
| Bento Pereira Bueno                 | 1900   | 1900 |
| Francisco de Toledo Malta           | 1900   | 1901 |
| Bento Pereira Bueno                 | 1901   | 1906 |
| José Cardoso de Almeida             | 1906   | 1906 |
| Washington Luís Pereira de Souza    | 1906   | 1908 |
| Rafael de Abreu Sampaio Vidal       | 1908   | 1913 |
| Eloy de Miranda Chaves              | 1913   | 1918 |
| Uladislau Herculano de Freitas      | 1918   | 1920 |
| Francisco Cardoso Ribeiro           | 1920   | 1924 |
| Bento Pereira Bueno                 | 1924   | 1927 |
| Antonio Carlos de Salles Júnior     | 1927   | 1930 |
| Mario Bastos Cruz                   | 1930   | 1930 |
| Plinio Barreto                      | 1930   | 1930 |
| Abrahão Ribeiro                     | 1931   | 1931 |
| Manoel Carlos de Figueiredo Ferraz  | 1932   | 1932 |
| Waldemar Martins Ferreira           | 1932   | 1933 |
| Mário Masagão                       | 1933   | 1933 |
| Sylvio Portugal                     | 1935   | 1937 |
| Alarico Franco Caiuby               | 1937   | 1938 |
| César Lacerda Vergueiro             | 1938   | 1939 |
| José de Moura Rezende               | 1939   | 1941 |
| Abelardo Vergueiro Cesar            | 1941   | 1943 |
| José Adriano Marrey Júnior          | 1943   | 1945 |
| Francisco Morato                    | 1945   | 1946 |
| Arthur Pequeroby de Aguiar Whitaker | 1946   | 1946 |
| Miguel Reale                        | 1947   | 1947 |
| João de Deus Cardoso de Mello       | 1947   | 1948 |
| César Lacerda de Vergueiro          | 1948   | 1950 |
| Synésio Rocha                       | 1950   | 1951 |
| José Loureiro Júnior                | 1951   | 1951 |
| Antonio Carlos de Salles Filho      | 1953   | 1954 |
| Edgard Baptista Pereira             | 1954   | 1955 |
| José Adriano Marrey Júnior          | 1955   | 1955 |
| Lincoln Feliciano                   | 1955   | 1957 |
| Antonio de Queiroz Filho            | 1957   | 1958 |
| Oscar Pedroso Horta                 | 1958   | 1959 |
| José Ávila Diniz Junqueira          | 1959   | 1961 |
| Antonio Queiroz Filho               | 1961   | 1961 |
| Ruy Rebello Pinho                   | 1961   | 1962 |
| Justino Maria Pinheiro              | 1962   | 1963 |
| Miguel Reale                        | 1963   | 1964 |
| Ernesto de Moraes Leme              | 1964   | 1965 |
| Julio D'elboux Guimarães            | 1965   | 1966 |
| Oswaldo Muller da Silva             | 1966   | 1967 |
| Anésio de Paula e Silva             | 1967   | 1968 |
| Luiz Francisco da Silva Carvalho    | 1968   | 1969 |
| Hely Lopes Meirelles                | 1969   | 1971 |
| Oswaldo Müller da Silva             | 1971   | 1973 |
| Waldemar Mariz de Oliveira Junior   | 1973   | 1975 |
| Manoel Pedro Pimentel               | 1975   | 1979 |
| José Carlos Ferreira de Oliveira    | 1979   | 1982 |
| Manoel Gonçalves Ferreira Filho     | 1982   | 1983 |
| José Carlos Dias                    | 1983   | 1986 |
| Eduardo Augusto Muylaert Antunes    | 1986   | 1987 |
| Mario Sergio Duarte Garcia          | 1987   | 1990 |
| Antonio Cláudio Mariz de Oliveira   | 1990   | 1990 |
| Rubens Approbato Machado            | 1990   | 1991 |
| Manuel Alceu Affonso Ferreira       | 1991   | 1993 |
| Antonio de Souza Corrêa Meyer       | 1993   | 1994 |
| Odyr José Pinto Porto               | 1994   | 1995 |
| Belisário dos Santos Junior         | 1995   | 2000 |
| Edson Luiz Vismona                  | 2000   | 2002 |
| Alexandre de Moraes                 | 2002   | 2005 |
| Hédio Silva Júnior                  | 2005   | 2006 |
| Eunice Aparecida de Jesus Prudente  | 2006   | 2006 |
| Luiz Antônio Guimarães Marrey       | 2007   | 2010 |
| Ricardo Dias Leme                   | 2010   | 2010 |
| Eloisa de Souza Arruda              | 2011   | 2014 |
| Aloísio de Toledo César             | 2015   | 2016 |
| Márcio Fernando Elias Rosa          | 2016   | 2019 |
| Paulo Dimas Mascaretti              | 2019   | 2020 |
| Fernando José da Costa              | 2020   | 2023 |
| Fabio Prieto de Souza               | 2023   | -    |